# Pelusios cupulatta
Pelusios cupulatta — вид черепах родини Пеломедузові черепахи. Черепаха поширена у Західній Африці (Кот-д'Івуар, Бенін, Гана, Ліберія, Сьєрра-Леоне та Того).